# Phanerotoma masiana
Phanerotoma masiana är en stekelart som beskrevs av Josef Fahringer 1934. Phanerotoma masiana ingår i släktet Phanerotoma och familjen bracksteklar. Inga underarter finns listade i Catalogue of Life.